# Turzyca mocna
Turzyca mocna (Carex firma Host.) – gatunek byliny z rodziny ciborowatych. Występuje w górach Europy, w Polsce tylko w Tatrach i jest tutaj dość pospolity.

## Morfologia

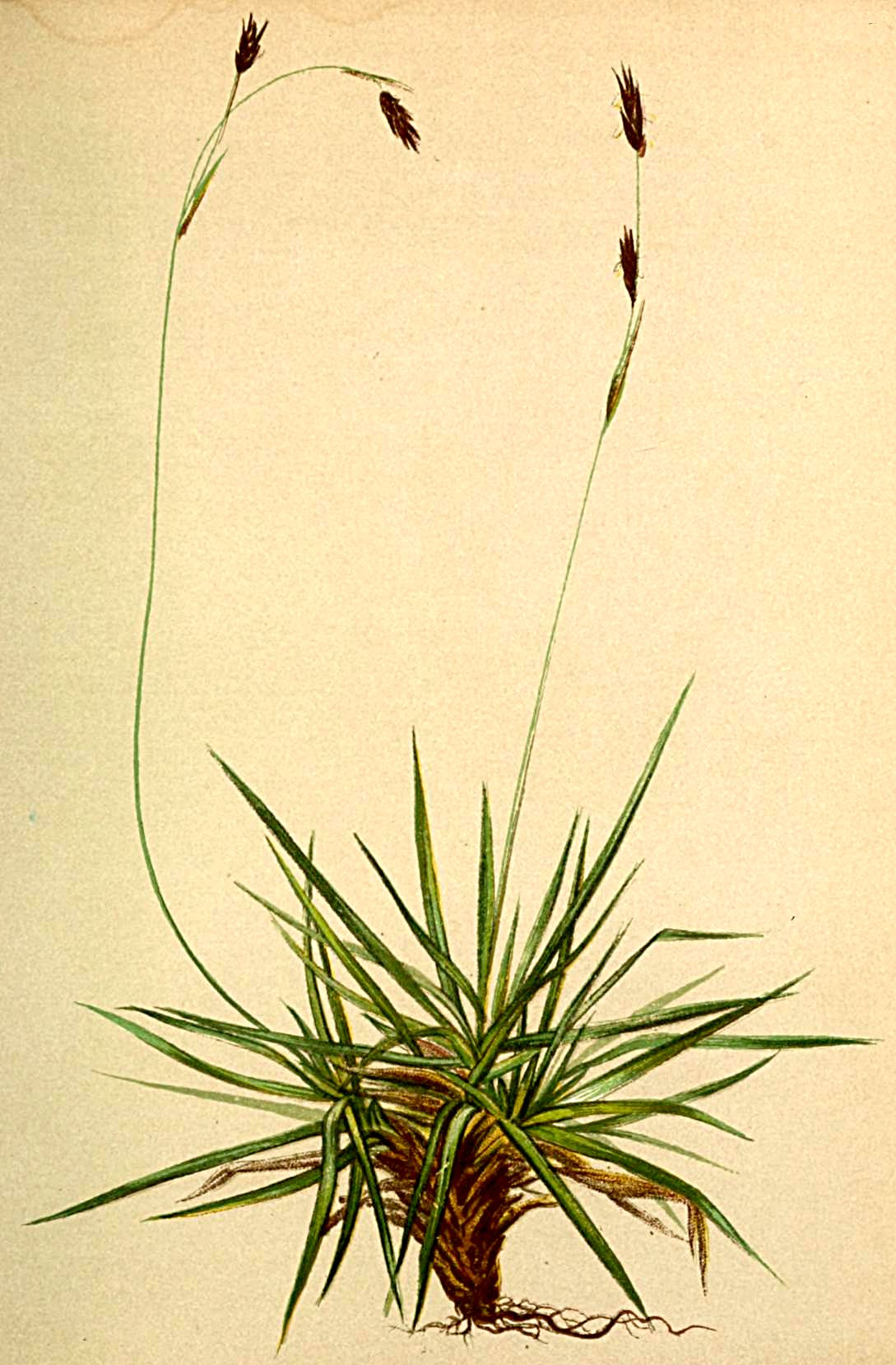
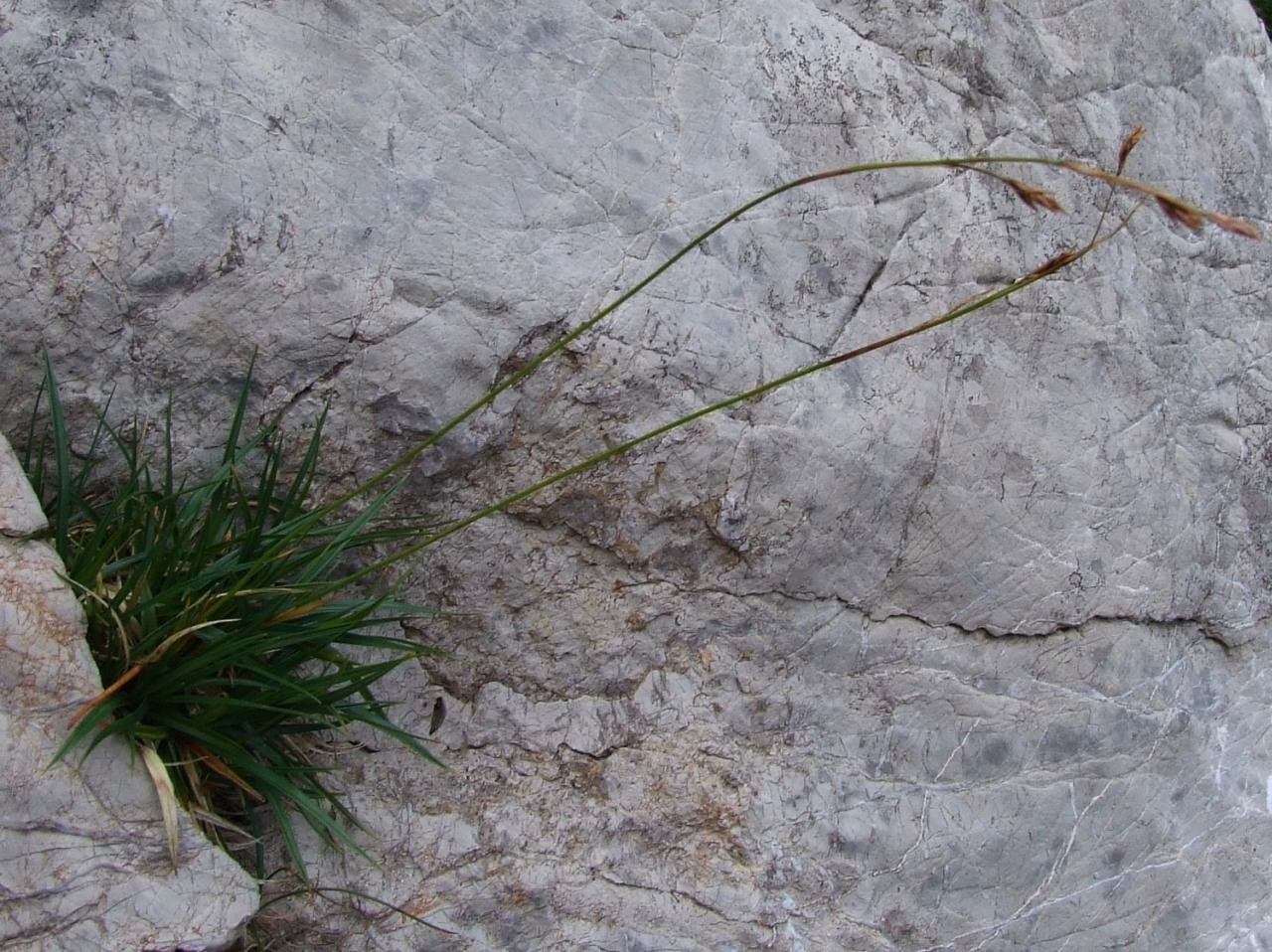
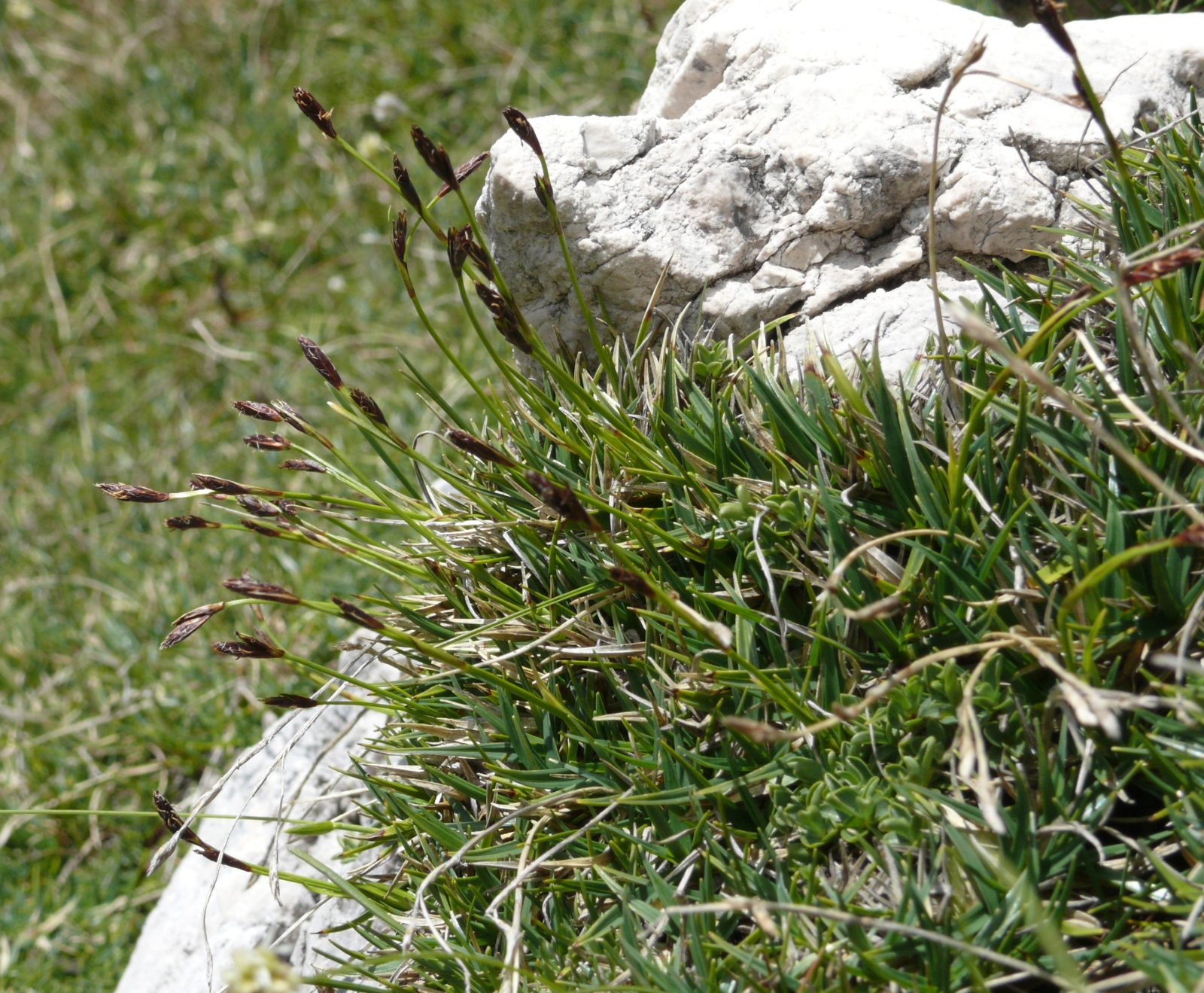

PokrójGęstodarniowa roślina o wysokości 5-20 cm. Nie wytwarza rozłogów.
ŁodygaWzniesiona, tępo 3-kanciasta, gładka, około 3-4 razy wyższa od długości liści.
LiścieZimozielone, stosunkowo szerokie i krótkie (ich długość zwykle nie przekracza 10 cm, a szerokość wynosi 2-4 mm). Ich dolne pochwy są żółtobrunatne. Liście są bardzo  sztywne i niemal poziomo odstają na boki.
KwiatyZebrane w kłosy. Na jednej łodydze występuje 1 tylko szczytowy kłos męski i kilka kłosów żeńskich. Kłos męski jest krótkojajowaty i gruby, często zwisający. Jego długość nie przekracza 1 cm. Dolne kłosy żeńskie wyrastają na szypułkach z pochwy liściowej, górne są bezszypułkowe. Długość kłosów żeńskich wynosi 5-10 mm, szerokość 2-3 mm. Podsadki kłosów mają bardzo wąską blaszkę. Przysadki są tępe i mają rdzawobrunatny kolor z zielonym nerwem. Pęcherzyki są tępokrawędziste, nagie, żółtozielone i stopniowo wyciągnięte w dzióbek. Słupek z 3 znamionami.

## Biologia i ekologia
Bylina, hemikryptofit. Kwitnie od czerwca. Występuje głównie na wapiennym podłożu, na skałach i w murawach od regla dolnego po piętro alpejskie. Gatunek charakterystyczny dla Ass. Caricetum firmae.